# Francisco de Paula Arrillaga y de Garro
Francisco de Paula Arrillaga y de Garro (Pamplona, 2 d'abril de 1846 - Madrid, 10 de gener de 1920) fou un enginyer navarrès, acadèmic de la Reial Acadèmia de Ciències Exactes, Físiques i Naturals.
Llicenciat en enginyeria de muntanyes i camins, fou Inspector del Cos d'Enginyers de Muntanyes i Camins. En 1875 va fundar la revista Revista forestal, económica y agrícola . El 1882 fou secretari de l'Ateneo de Madrid i director de l'Escola d'Arts i Oficis. El 1889 fou nomenat director de l'Institut Geogràfic i Estadístic i en 1888 fou escollit acadèmic de la Reial Acadèmia de Ciències Exactes, Físiques i Naturals. També fou professor de l'Escola Preparatòria d'Enginyers i Arquitectes, i membre permanent de l'Associació Geodèsica Internacional.
També fou professor de ciències del futur rei Alfons XIII d'Espanya, raó per la qual fou nomenat gentilhome de cambra amb exercici. Estava casat amb la germana del ministre Joaquín López Puigcerver i el 1918 fou nomenat Director General de Comunicacions, Correus i Telègrafs.

## Obres
- Estudios forestales del Reino de Prusia (1869)
- La producción forestal en la Exposición de Viena (1874)
- Reseña del congreso y Exposición de Geografía de Venecia (1882)
- Valoración de montes (1872)